# Interatherium

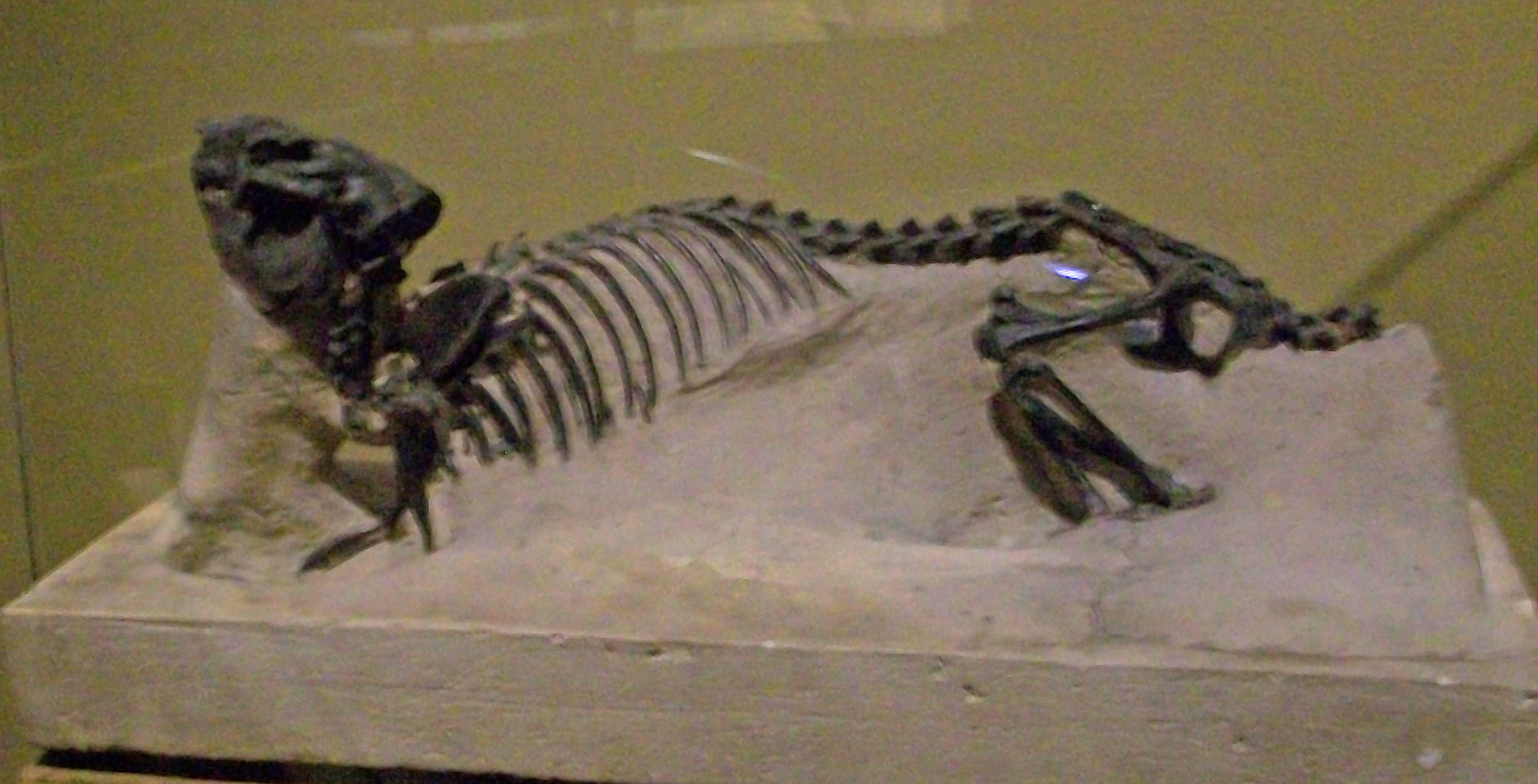
Esqueleto de Interatherium excavatus en el Museo Field de Historia Natural, Chicago

Interatherium es un género extinto de mamíferos notoungulados de la familia Interatheriidae. Vivió a principios del Mioceno en lo que hoy es América del Sur.